# Thập niên 90
Thập niên 90 hay thập kỷ 90 chỉ đến những năm từ 90 đến 99.

## Chính trị và chiến tranh

### Các sự kiện chính trị nổi bật
1991: Liên Bang Xô viết tan rã